# DY Patil Stadium
Le DY Patil Stadium (en marathi : डी.वाय. पाटील स्टेडियम, et en hindi : डीवाई पाटिल स्टेडियम) est un stade de football et de cricket situé à Bombay en Inde. Il dispose de 55 000 places.

## Histoire
Le stade a été officiellement inauguré le 4 mars 2008 et était brièvement le lieu de résidence principal des Indiens de Mumbai de l'équipe IPL. 